# Antoine Pierrot
Antoine Pierrot (La Española, fecha desconocida - San Juan, 22 de diciembre de 1855) fue un militar haitiano, conocido por su participación en la Batalla de Santomé durante la Tercera Invasión Haitiana a la República Dominicana.

## Biografía
No se conocen detalles precisos sobre la fecha de nacimiento ni sobre los primeros años de vida de Pierrot. Nació en la isla de La Española, en el territorio correspondiente a la actual Haití. Durante el Segundo Imperio de Haití, encabezado por el emperador Faustin Soulouque, alcanzó el rango de general en el ejército haitiano. En la década de 1850, recibió de Soulouque el título honorario de Duque de Tiburón.

## Campaña militar y fallecimiento
En 1855, el emperador Faustino I emprendió un nuevo intento de invasión contra la República Dominicana. Antoine Pierrot fue designado para liderar las fuerzas haitianas que combatieron contra el ejército dominicano comandado por el general José María Cabral en la Batalla de Santomé. El enfrentamiento tuvo lugar en San Juan, donde aproximadamente 600 soldados haitianos murieron en combate. Pierrot falleció el 22 de diciembre de 1855, durante el transcurso de la batalla. Según algunas fuentes, fue ejecutado por las fuerzas dominicanas tras la derrota.